# Scharon-Karikatur von Dave Brown 2003

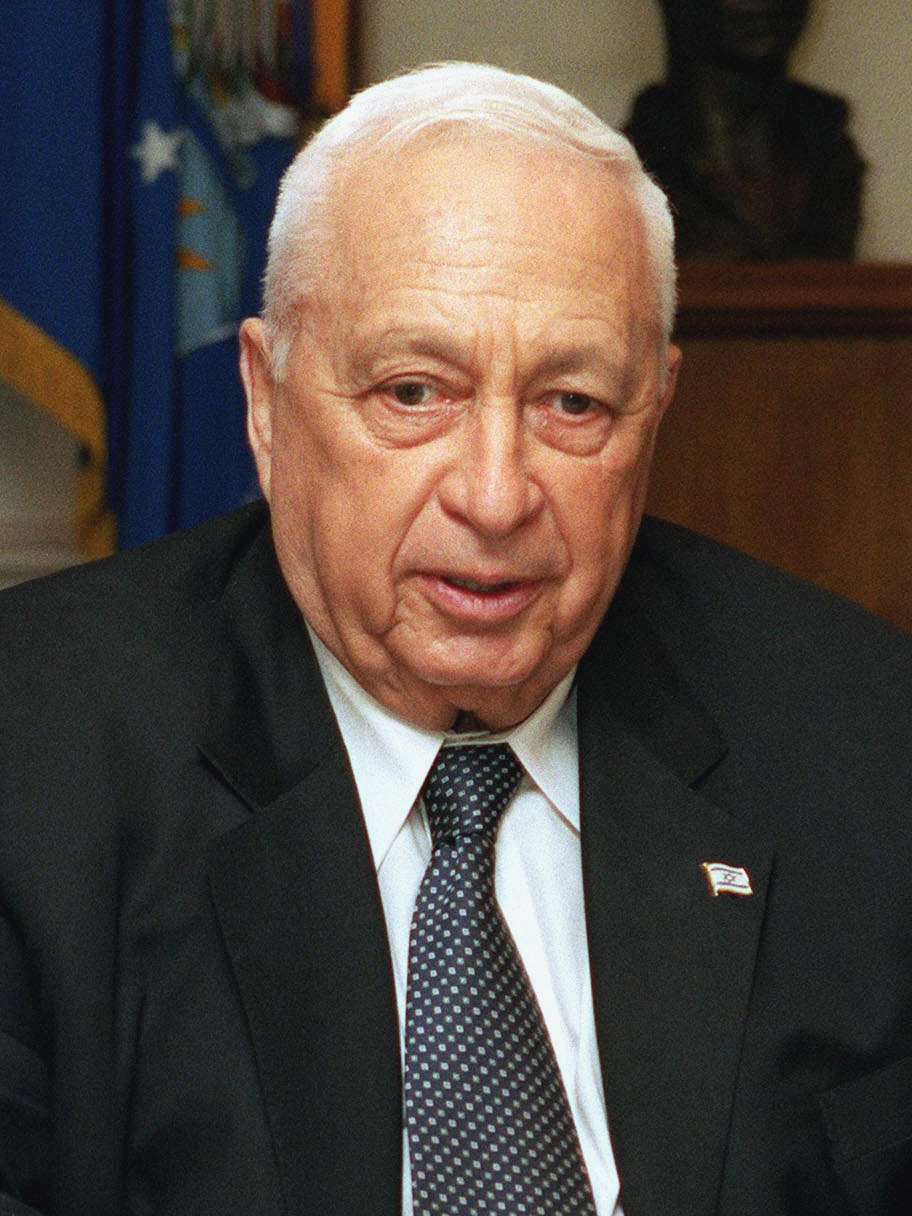
Ariel Scharon (2002)

Die Scharon-Karikatur des britischen Karikaturisten Dave Brown zeigt den israelischen Ministerpräsidenten Ariel Scharon, wie er einem Kind den Kopf abbeißt. Sie erschien am 27. Januar 2003, und damit am Vortag der Parlamentswahl in Israel, in der britischen Zeitung The Independent. Brown, der in seiner Darstellung ein Gemälde des spanischen Malers Francisco de Goya aufgriff, wollte damit einen von Scharon kurz vor der Wahl angeordneten Militäreinsatz in Gaza kritisieren. 
Die Karikatur löste eine kontroverse Debatte über die Grenzen zwischen legitimer Satire und antisemitischer Propaganda aus. Antisemitismusforscher und andere Kritiker sahen in ihr eine Verwendung des antisemitischen Ritualmord-Stereotyps, das Juden unterstellt, sie würden nicht-jüdische Kinder rauben und ermorden. Die Karikatur reihe sich in die verbreitete Strategie, die Situation der Palästinenser mit dem Holocaust zu vergleichen und diesen dadurch zu verharmlosen. Andere Kommentatoren verteidigten Brown gegen diese Vorwürfe. 

## Hintergrund
Im September 2000 hatte die Zweite Intifada begonnen, die nach arabischer Lesart durch den Besuch des Oppositionspolitikers Ariel Scharon auf dem Tempelberg am 28. September ausgelöst wurde. Im Jahr 2001 wurde Scharon als Vertreter des konservativen Likud in einer Direktwahl zum israelischen Ministerpräsidenten gewählt. Am 28. Januar 2003 fand die Neuwahl der Knesset statt, die nach Abschaffung der Direktwahl des Ministerpräsidenten auch mit der Bestimmung des neuen Ministerpräsidenten einherging. Der Likud gewann diese Wahl, wobei er die Anzahl seiner Parlamentssitze verdoppeln konnte. Drei Tage vor der Wahl hatte Scharon einen Angriff auf Gaza-Stadt angeordnet. Er war eine Reaktion auf die Abfeuerung von Kassam-Raketen auf die israelische Stadt Sderot einen Tag zuvor. Nach Angaben der israelischen Streitkräfte richtete sich ihr Angriff, der mit Panzern und Kampfhubschraubern erfolgte, gegen Werkstätten, in denen Kassam-Raketen hergestellt wurden. Menschenrechtsorganisationen zufolge sollen bei den Angriffen aber auch Häuser, Läden und Marktstände zerstört worden sein.

## Beschreibung

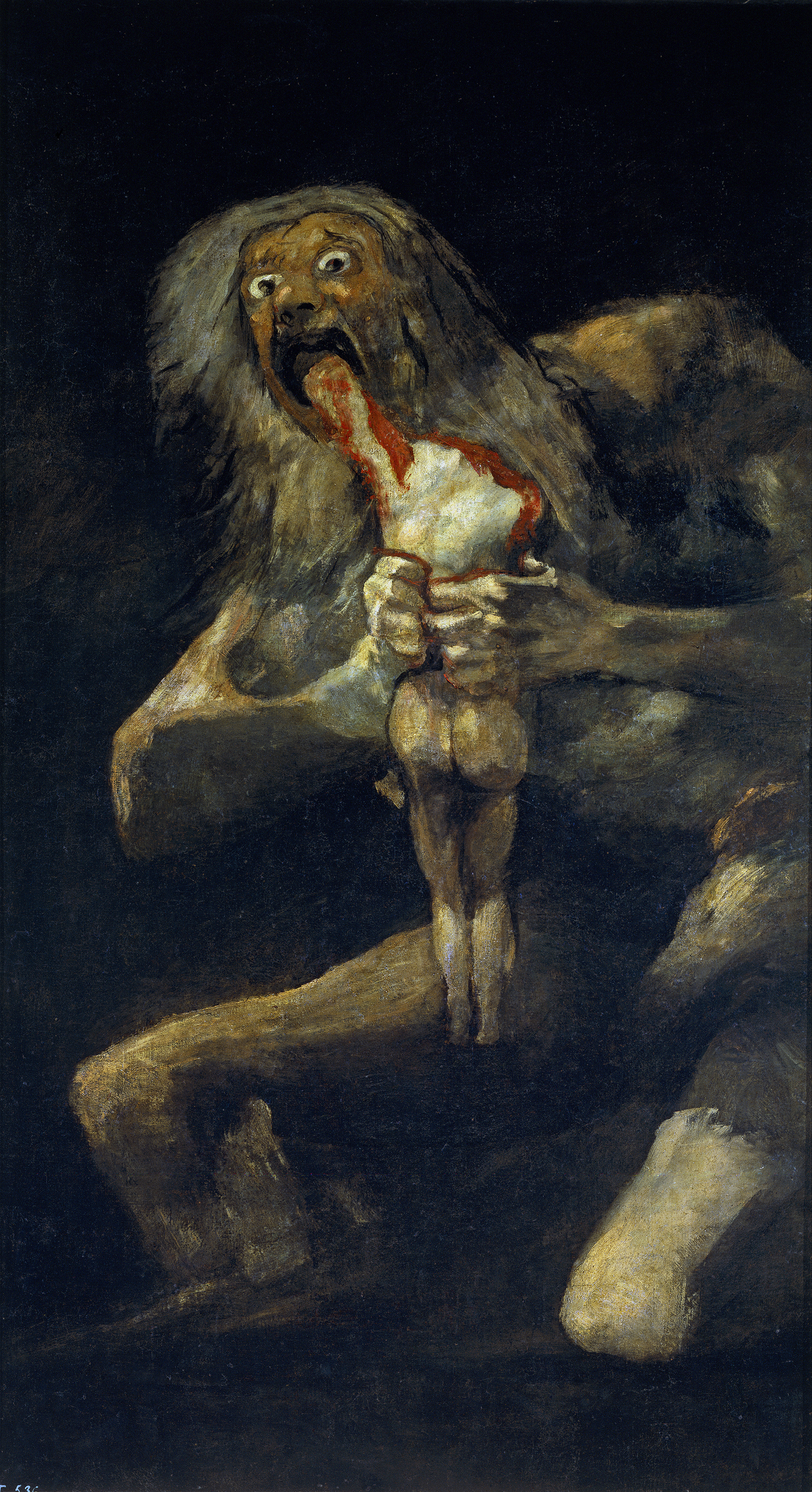
Saturn verschlingt eines seiner Kinder (1819–1823) von Francisco de Goya

Die Karikatur zeigt einen nackten, übergewichtigen Scharon, dessen Genitalien durch einen Wahlsticker mit der englischen Aufschrift „Vote Likud“ („Wählt Likud“) bedeckt sind. In seinen Händen hält er ein Kind, dem er den Kopf abgebissen hat. In einer Sprechblase steht Scharons Aussage „Was ist los … Habt ihr nie zuvor einen Politiker gesehen, der Babys küsst?“ („What’s wrong … You never seen a politician kissing babies before?“). Links im Hintergrund sind vier fliegende Kampfhubschrauber zu sehen, von denen einer zur Wahl von Scharon auffordert („Sharon … Vote Sharon … Vote“). Darunter befindet sich eine zerstörte und brennende Stadt, in der Geschosse einschlagen. Rechts hinter Scharon ist ein Panzer dargestellt.
Am unteren Rand der Karikatur befindet sich neben der Signatur des Künstlers und der Jahreszahl auch der Text „after Goya“. Damit verweist Brown auf das Gemälde Saturn verschlingt eines seiner Kinder des spanischen Malers Francisco de Goya, das einen Mythos um den römischen Gott Saturn darstellt und die Vorlage für die Darstellung Scharons und des Kindes bildete. Das Aufgreifen bekannter Meisterwerke ist dabei für Brown durchaus typisch. So hatte er das Goya-Motiv bereits zwei Jahre vor seiner Scharon-Karikatur in einer Karikatur verwendet, die den damaligen Präsidenten der Europäischen Kommission Romano Prodi beim Verzehr der britischen Nationalallegorie Britannia zeigt. 2012, also neun Jahre nach Veröffentlichung der Scharon-Karikatur, griff er es erneut auf. Diesmal stellte er die deutsche Bundeskanzlerin Angela Merkel dar, wie sie ein Kind frisst. Dabei trägt sie die griechische Flagge als Lätzchen, während im Hintergrund das brennende Athen zu sehen ist.

## Reaktionen
Einen Tag nach der Veröffentlichung sendete die israelische Botschaft in London einen Protestbrief an den Independent. Darin hieß es unter anderem, die Zeichnung beschwöre ein altes jüdisches Stereotyp herauf, das man so auch im Stürmer hätte finden können. Zudem deute sie die wahren Gründe für die Operation des israelischen Militärs falsch und nähre die Feindschaft gegen Israel.
Als Reaktion auf die Kritik veröffentlichte der Independent am 31. Januar unter dem gemeinsamen Titel „Satire or Anti-Semitism?“ Kommentare von Dave Brown, dem Journalisten Philip Hensher, dem Herausgeber des Jewish Chronicle Ned Temko und dem Politiker Gerald Kaufman. Brown wollte nach eigener Aussage mit der Karikatur die Angriffe auf Gaza kurz vor der Wahl kritisieren, die er für eine makabere Form des Stimmenfangs hält. Neben den wahlkampftreibenden Helikoptern, die eine Hommage an die Walkürenritt-Szene aus dem Film Apocalypse Now darstellen, wollte er dafür die typische Szenerie eines babyküssenden Politikers verwenden. Zunächst plante er, in Scharons Mund raketenähnliche Reißzähne darzustellen. Erst später kam er auf die Idee, Goyas Gemälde zu adaptieren. Dabei hatte er die Hoffnung, dass einige Leser Parallelen zu dem Mythos ziehen, bei dem Saturn Angst davor hat, von seinen Kindern verdrängt zu werden. Da die Karikatur eine Kritik an Scharon sein sollte, verzichtete er zudem auf israelische Insignien auf den Helikoptern und dem Panzer.
Für Hensher ist die Vorlage von Goya ein Sinnbild für den Bürgerkrieg sowie einen politischen Führer, der die Armen ermordet, für die er eigentlich eine elterliche Verantwortung trägt. Die Intention Browns sei also die Feststellung, dass die Palästinenser in erster Linie nicht Scharons Feinde, sondern seine Kinder seien. Zudem müsse es grundsätzlich möglich sein, eine jüdische Person zu karikieren, ohne dem Vorwurf des Antisemitismus ausgesetzt zu werden.
Temko sieht die Karikatur als antisemitisch an und bezeichnet sie als „nicht nur beleidigend, nicht nur schockierend – sondern beängstigend“ („not only offensive, not only shocking – but appalling“). Ihre Darstellung des Konflikts zwischen Israel und den Palästinensern als israelische Aggression sei so vereinfacht und einseitig, dass sie eine Verdrehung der Wahrheit darstelle. Zudem bediene sie sich mit der Ritualmordlegende eines der ältesten europäischen Bilder des Antisemitismus, nach der Juden christliche Kinder rauben und ermorden würden. Temko weist auch darauf hin, dass die Karikatur am britischen Holocaust-Gedenktag veröffentlicht wurde.
Kaufman hingegen sah den Vorwurf des Antisemitismus als „vollkommen fadenscheinig – aber vollkommen vorhersehbar“ an. So verwies er wie Brown auf die fehlende Darstellung eines Davidsterns, die einen Bezug zum Judentum herstellen würde. Aus seiner Sicht ist der Antisemitismus-Vorwurf Teil einer bereits mehrere Jahre andauernden Kampagne des Likud, Kritik an seiner Politik als antisemitisch zu diskreditieren.
Anfang März reichte Scharon über die israelische Botschaft eine Beschwerde bei der britischen Press Complaints Commission (PCC) ein. Dabei berief er sich auf Paragraph 13 des Pressekodex der PCC, der abwertende Bezüge zur Rasse, Hautfarbe, Religion, Geschlecht oder sexuellen Orientierung verbietet. Scharons Anwalt argumentierte, die Karikatur spiele auf die Ritualmordlegende an. Zuvor hatte es mehrere Beschwerden von Dritten gegeben, allerdings kann die PCC nur bei Meldungen der dargestellten Person ihre Arbeit aufnehmen. Die Beschwerde wurde im Mai von der PCC abgewiesen. Sie begründete dies unter anderem damit, dass sie keine Entscheidung treffen wolle, die die Fähigkeit von Zeitungen einschränken würde, kritische bzw. satirische Kommentare über Staaten oder Regierungen mithilfe von Karikaturen zu machen. Zudem akzeptiere man die von Brown gegebene Erklärung der Karikatur. Die PCC sehe weder in der Darstellung Goyas etwas inhärent Antisemitisches noch in der Karikatur eine Abwertung von Scharons Rasse oder Religion. Sie akzeptiere zwar, dass die Karikatur von vielen als Beleidigung oder Angriff gesehen worden sei. Allerdings sei es für eine Zeitung eine zu große Bürde und Einschränkung ihrer Freiheit, alle möglichen Interpretationen einer Veröffentlichung zu berücksichtigen.

## Auszeichnung
Die Karikatur wurde von Mitgliedern der Political Cartoon Society und Karikaturisten von nationalen britischen Zeitungen als Political Cartoon of the Year 2003 ausgezeichnet. Der Preis wurde Brown am 25. November 2003 von der früheren Ministerin Clare Short überreicht. In seiner Preisrede bedankte sich Brown bei der israelischen Botschaft, die durch ihre Kritik die Bekanntheit der Karikatur deutlich gesteigert habe. Die Entscheidung, die Karikatur auszuzeichnen, rief weitere Kritik hervor. So bezeichnete der Vorsitzende des Board of Deputies of British Jews Neville Nagler sie als „unter aller Kritik“ („beneath contempt“).

## Rezeption
In der wissenschaftlichen Rezeption wird der kurz nach der Veröffentlichung geäußerte Vorwurf, die Karikatur nutze das antisemitische Stereotyp des Ritualmords, aufgegriffen und wiederholt. So ist es für den Juristen Anthony Julius, der die Beschwerde Scharons beim PCC vertrat, unmöglich, die Ritualmordlegende bei einer Darstellung eines Juden, der ein nicht-jüdisches Kind frisst, auszublenden. Aus diesem Grund sei die Karikatur unabhängig von Browns Intention mit Antisemitismus befleckt. Dabei widerspricht er explizit der Einschätzung der PCC und sieht im Gegensatz zu ihr in der Darstellung eine abwertende Referenz auf Scharons Religion. Für den Historiker und Antisemitismusforscher Robert S. Wistrich ist die Karikatur durch das Aufgreifen dieses Stereotyps ein heimtückisches Beispiel für die Verbindung von anti-israelischen Diffamierungen und antisemitischer Symbolik.

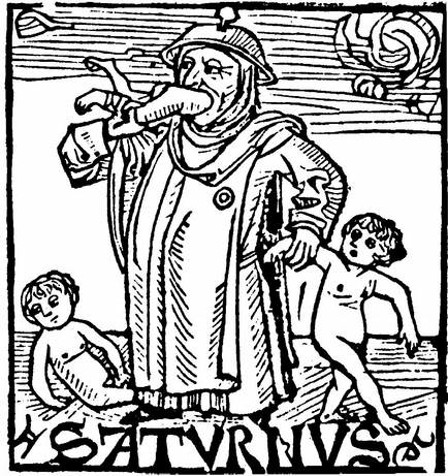
Holzschnitt von Peter Wagner aus dem Jahr 1492, der die Darstellung Saturns mit antijüdischer Propaganda vermischt.

Im Mittelalter wurde die Legende um Saturn und seine Kinder für antijüdische Propaganda missbraucht. So stellt beispielsweise ein Holzschnitt aus einem 1492 erschienenen Almanach des Nürnberger Druckers Peter Wagner Saturn beim Fressen seiner Kinder als Juden mit Judenhut und Judenring dar. Darüber hinaus wird die Symbolik des Ritualmords auch oft in muslimischen Zeitungen aufgegriffen. So erschien beispielsweise im Mai 2001, also etwa zwei Jahre vor der Veröffentlichung von Browns Karikatur, in der palästinensischen Zeitung al-Quds eine Karikatur, die Scharon dabei zeigt, wie er Kinder zum Frühstück verschlingt. Aus diesem Grund ist für den jüdischen Theologen Richard L. Rubenstein das besonders Schockierende an der Karikatur ihr Erscheinen in einer vermeintlich seriösen britischen Mainstream-Zeitung. Laut Rubenstein zeige die jüdische Herkunft des Chefredakteurs des Independent Simon Kelner, dass der neue Antisemitismus, falls er existiere, sich dadurch auszeichne, dass er durch entwurzelte, linke Juden unterstützt werde.
Im Gegensatz dazu bewertet der Philosoph Brian Klug die Karikatur nicht als antisemitisch. So sei der Verweis auf Goya unmissverständlich, die Karikatur verwende keine stereotypischen Eigenschaften von Juden und zeige weder jüdische Symbole noch Abzeichen des Staates Israel. Stattdessen verweise sie explizit auf eine politische Partei und eine politische Persönlichkeit.
Die Historikerin und Antisemitismusforscherin Juliane Wetzel und der Journalist Winston Pickett sehen die Karikatur im Kontext eines Argumentationsmusters, das Parallelen zwischen dem Holocaust und dem Schicksal der Palästinenser zieht und Israel einen eigenen blutigen Völkermord an ihnen vorwirft. Wetzel bezeichnet dies als festen Bestandteil der Vergleichs- und Verharmlosungsstrategie nicht nur des Rechtsextremismus. Pickett begründet diese Einordnung – neben der Personifikation Israels als Staat der Juden durch den blutdurstigen Scharon – durch das Erscheinen der Karikatur am Holocaust-Gedenktag. Helga Embacher, Bernadette Edtmaier und Alexandra Preitschopf wenden jedoch ein, dass es schwer zu beurteilen sei, ob die Karikatur bewusst am Holocaust-Gedenktag veröffentlicht wurde. So bezog sie sich zum einen auf die am Folgetag stattfindende Knesset-Wahl. Zum anderen war der Gedenktag erst im Jahr zuvor in Großbritannien eingeführt worden, wodurch es durchaus möglich sei, dass die Veröffentlichung aus Unwissenheit erfolgte. Davon abgesehen sei die Karikatur allein dadurch schon problematisch, dass sie Scharon unterstelle, palästinensische Kinder zu töten, wodurch sie zur Dämonisierung Israels beitrage.
Darüber hinaus wurde Browns Werk auch als ein Beispiel für die Schwierigkeiten bei der Interpretation von Karikaturen rezipiert. So sieht Ilan Danjoux in ihr ein Beispiel dafür, wie Leser ihr eigenes kulturelles Erbe in ihre Interpretation einer Karikatur einfließen lassen. Aus seiner Sicht sei sowohl die Referenz zur römischen Mythologie als auch die Anspielung auf die klassische anti-jüdische Propaganda glaubhaft, je nachdem durch welche kulturelle Brille man die Karikatur betrachte. Nicholas Hiley sieht in ihr eine Bestätigung dafür, dass Wissenschaftler Karikaturen in einem präzisen Kontext betrachten müssen. Dabei bestätigt er die Aussage des PCC, dass Zeitungen nicht alle möglichen Interpretationen ihrer Veröffentlichung berücksichtigen können. Dies sei vor allem in der heutigen Zeit ein Problem, in der Karikaturen innerhalb weniger Stunden über den gesamten Globus verteilt werden könnten und dabei ihren originalen Kontext verlieren und neue, unbeabsichtigte Bedeutungen erhalten können. Dies sei auch bei der Scharon-Karikatur geschehen, die auf einem gegen Israel gerichteten Protestplakat von radikalen Muslimen in Indien gezeigt wurde.
Browns Scharon-Karikatur war Teil der Wanderausstellung Antisemitismus? Antizionismus? Israelkritik?, die vom Zentrum für Antisemitismusforschung der TU Berlin und der Holocaust-Gedenkstätte Yad Vashem erarbeitet wurde. Aufgrund der fehlenden Abdruckgenehmigung war sie jedoch nur auf einem Foto eines Demonstranten zu sehen, der eine großformatige Abbildung von ihr zeigte. Die Ausstellung wurde erstmals 2007 in Berlin präsentiert und war später unter anderem im Jüdischen Museum Westfalen in Dorsten und dem Dokumentationszentrum Prora zu sehen.